# 切切峰

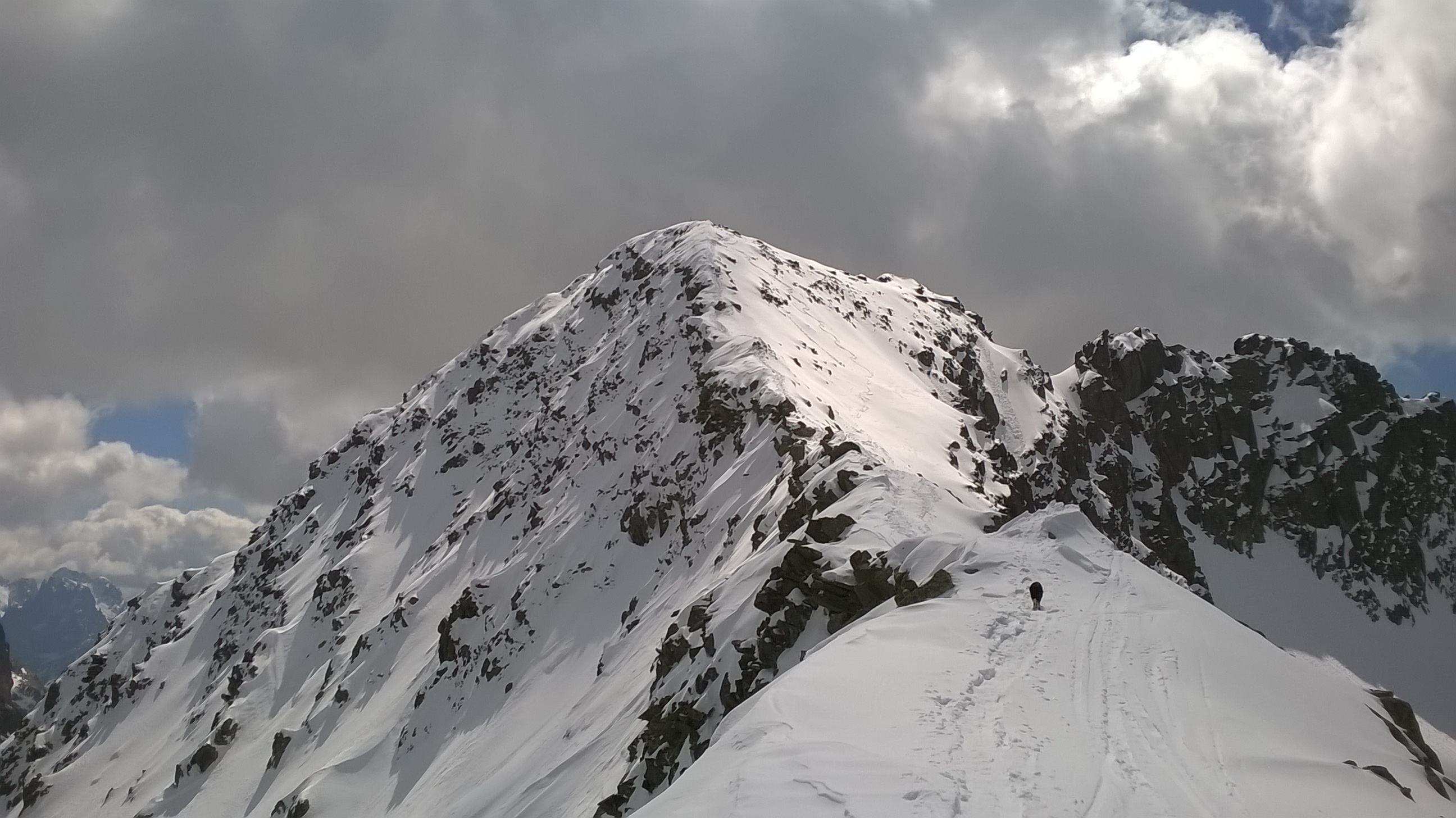

46°15′40″N 11°41′02″E / 46.261°N 11.684°E
切切峰（義大利語：Cima di Cece），是意大利的山峰，位於該國東北部，由特倫托自治省負責管轄，屬於菲耶梅山脈的一部分，海拔高度2,754米，每年平均降雨量1,546毫米。